# Aapo Halme
Aapo Halme (Helsinki, 22 mei 1998) is een Fins voetballer, die doorgaans speelt als centrale verdediger. In januari 2018 werd hij door Leeds United overgenomen van HJK Helsinki.

## Clubcarrière
Halme doorliep de jeugdreeksen van FC Honka en debuteerde in het eerste elftal op 8 juni 2014 tegen RoPS Rovaniemi. Het daaropvolgende seizoen kwam hij uit voor Klubi-04 waarna hij een driejarig contract ondertekende bij HJK Helsinki. Op 4 augustus 2016 maakte hij zijn Europees debuut in een kwalificatiewedstrijd van de Europa League. Halme speelde de volledige wedstrijd tegen IFK Göteborg. De wedstrijd werd met 0–2 verloren en betekende de uitschakeling in het tornooi. In januari 2018 tekende Halme een vierjarig contract bij Leeds United. Tijdens de eerste training bij Leeds raakte Halme zwaar geblesseerd en dat betekende onmiddellijk het einde van het lopende seizoen. Op 24 november 2018 maakte hij zijn competitiedebuut voor Leeds in de met 2–0 gewonnen thuiswedstrijd tegen Bristol City.

## Clubstatistieken
| Seizoen | Club         | Competitie    | Competitie | Competitie | Beker | Beker | Internationaal | Internationaal | Totaal | Totaal |
| Seizoen | Club         | Competitie    | Wed.       | Dlp.       | Wed.  | Dlp.  | Wed.           | Dlp.           | Wed.   | Dlp.   |
| ------- | ------------ | ------------- | ---------- | ---------- | ----- | ----- | -------------- | -------------- | ------ | ------ |
| 2014    | FC Honka     | Veikkausliiga | 1          | 0          | —     | —     | —              | —              | 1      | 0      |
| 2015    | Klubi-04     | Ykkönen       | 15         | 1          | —     | —     | —              | —              | 15     | 1      |
| 2015    | HJK Helsinki | Veikkausliiga | 2          | 0          | —     | —     | —              | —              | 2      | 0      |
| 2016    | HJK Helsinki | Veikkausliiga | 14         | 0          | 4     | 0     | 1              | 0              | 19     | 0      |
| 2017    | HJK Helsinki | Veikkausliiga | 13         | 1          | 1     | 0     | 1              | 0              | 15     | 1      |
| 2018/19 | Leeds United | Championship  | 4          | 0          | 1     | 1     | —              | —              | 5      | 1      |
| Totaal  | Totaal       | Totaal        | 49         | 2          | 6     | 1     | 2              | 0              | 57     | 3      |

Bijgewerkt op 6 april 2019.

## Interlandcarrière
Halme doorliep verschillende Finse jeugdploegen.